# MRK Rudar Labin
Muški rukometni klub Rudar (MRK Rudar; Rudar; Rudar Labin) bio je muški rukometni klub iz Labina, Istarska županija.

## O klubu
Klub je osnovan kao Rukometna sekcija DTO Partizan u ožujku 1954. godine. Ženska ekipa se formira u jesen 1955. godine. S natjecanjima u Istarskoj podsaveznoj ligi je počeo u proljeće 1955., te su nastupali kao Partizan Podlabin. U sezonama 1958./59. i 1959./60. Partizan nastupa u Primorsko-istarskoj regionalnoj ligi. U sezoni 1960./61. nisu nastupali, a u sezoni 1961./62. i 1962./63. nastupaju u Istarskoj zonskoj ligi. U sezoni 1963./64. klub je sudionik Međuopćinske lige Pazin-Rovinj-Pula-Labin.
1964. godine rukometaši i rukometašice postaju Rudar umjesto Partizan. Od sezone 1964./65. do 1966./67. igraju u Istarskoj regionalnoj ligi, a od 1967./68. u Primorsko-istarskoj regionalnoj ligi, u kojoj nastupaju do sezone 1973./74. Te godine Rudar osvaja ligu i plasira se u Jedinstvenu hrvatsku ligu, koju odmah osvajaju u sezoni 1974./75. Time su izborili nastup u Drugoj saveznoj ligi - Sjever, a u kojoj nastupaju do sezone 1978./79.
1978. godine je otvorena športska dvorana pri Srednješkolskom centru Mate Blažina. Prethodno je Rudar od 1955. nastupao na šljakastom igralištu Rudarsko-industrijske škole i Osnovne škole Ivo Lola Ribar, a od 1966. godine su dobili asfaltno igralište.
Od sezone 1979./80. članovi su Hrvatske regionalne lige - Zapad. Tu ligu osvajaju u sezoni 1980./81., ali se ne uspijevaju kvalificirati u Međurepubličku ligu. Zbog reorganizacije ligaških natjecanja, liga dobiva naziv Primorsko-istarsko regionalna liga. U sezoni 1984./85. igraju u Hrvatskoj republičkoj ligi - Zapad, ali odmah ispadaju u Primorsko-istarsku regionalnu ligu, koju osvajaju 1986./87. Unatoč tom uspjehu, ne uspijevaju se kvalificirati u Hrvatsku ligu. U sezoni 1990./91. postaju prvaci Istarske lige.
Zbog osamostaljenja Hrvatske i Domovinskog rata, prvenstvena natjecanja se igraju u proljeće 1992. Rudar nastupa u Primorsko-Istarskoj regionalnoj ligi, u kojoj osvajaju treće mjesto. U sezoni 1992./93. nastupaju u 1. B HRL - Jug, koju osvajaju i postaju članovi 1.A HRL u sezoni 1993./94. Muški i ženski klubovi se razdvajaju, te tako muškarci postaju MRK Rudar. U sezoni 1993./94. Rudar nastupa, po prvi puta, u najvišem rangu natjecanja, a pod nazivom Jadranka Big Net Rudar. Te sezone osvaja 11. mjesto i odmah ispada iz 1.A HRL. 
Od sezone 1994./95. do 1998./99. Rudar nastupa u 1.B HRL - Jug, a 1999./2000. u jedinstvenoj 1. HRL koju osvaja pod nazivom Plomin linija Rudar. Iste sezone PL Rudar stiže u četvrtfinale Hrvatskog kupa gdje gubi od splitskog Brodomerkura. U sezoni 2000./01. Plomin linija Rudar igra svoju drugu sezonu u najvišem rangu (prvu nakon sezone 1993./94.), te osvaja 11. mjesto. Gotovo cijelu sezonu obilježili su teški financijski problemi uzrokovani neispunjenim obvezama od strane tvrtke Plomin linije. Unatoč tome, PL Rudar prvi dio sezone bio je konkurentan, ali zbog financijskog kraha odustaje od 1.A HRL za sezonu 2001./02. U kratkom pokušaju spašavanja kluba, preimenovan je u RK Istra, ali se klub ipak gasi.
Brigu o muškom rukometu u Labinu je preuzela Rukometna udruga Mladi rudar, koji je ranije osnovan kao škola rukometa za MRK Rudar, ali su tako postali samostalan klub. Od Rudara su preuzeli omladinske momčadi i dio seniora, te su s natjecanjem za 2001./02. krenuli u 3. HRL - Zapad. Desetljeće i pol kasnije, Mladi rudar, kao nastavljač tradicije MRK Rudara, izborio je i treći ulazak u najviši rang (ponovno na samo jednu sezonu).
1997. godine Labin je bio domaćin final-foura Hrvatskog kupa.

## Uspjesi
Hrvatsko republičko prvenstvo
- prvak: 1974./75.

Hrvatska republička liga
- prvak: 1974./75.

1.B HRL
- prvak: 1992./93. (Jug), 1999./2000.

## Poznati igrači
- Valner Franković - osvajač zlatne medalje na OI u Atlanti 1996. s hrvatskom reprezentacijom
- Vladimir Šujster - osvajač zlatne medalje na OI u Atlanti 1996. s hrvatskom reprezentacijom

## Unutrašnje poveznice
- Labin
- RK Rudar Labin
- ŽRK Rudar Labin